# الهجمات الصاروخية اللبنانية على إسرائيل
هذه قائمة بالقذائف الصاروخية وقذائف الهاون على إسرائيل التي تقوم بها الجماعات الفلسطينية المسلحة و/ أو الجماعات الشيعية الإسلامية أو الجماعات السنية المسلحة من لبنان.

## التمرد الفلسطيني (1968-1982)
- يوليو 1981: فتحت منظمة التحرير الفلسطينية وابل مدفعي كثيف وعشوائي على الجليل باستخدام صواريخ كاتيوشا ومدافع 130 ملم. استغرق هذا الوابل 10 أيام مما أجبر سكان شمال إسرائيل للجوء إلى تحت الأرض في ملاجئ.
- يونيو 1982: استهدفت منظمة التحرير الفلسطينية عشرين قرية في الجليل وجرح 3 إسرائيليين.[1]

## الصراع مع حزب الله
- في 31 مارس 1995 أدى هجوم صاروخي على نهاريا في الجليل الغربي إلى مقتل مستوطن

```
يبلغ من العمر 18 عاما.
```

- 9 أبريل 1996 أدى إطلاق صاروخ كثيف أطلقه حزب الله على مدن الجليل إلى بدء عملية عناقيد الغضب التي قام بها الجيش الإسرائيلي.

## حرب لبنان 2006
- خلال حرب لبنان 2006 أطلقت الجماعة الإسلامية الشيعية اللبنانية والحزب السياسي حزب الله نحو 4000 صاروخ على إسرائيل.

## بعد حرب لبنان 2006
دعا قرار مجلس الأمن التابع للأمم المتحدة رقم 1701 الذي اعتمد في نهاية حرب لبنان عام 2006 إلى وقف كامل للأعمال العدائية بين لبنان وإسرائيل وإلى قيام الحكومة اللبنانية بالسيطرة الكاملة على أراضيها وأذن لقوة الأمم المتحدة المؤقتة في لبنان «لضمان عدم استخدام منطقة عملياتها في أنشطة عدائية من أي نوع». ومع ذلك منذ الحرب كانت هناك هجمات صاروخية متعددة على إسرائيل من لبنان. لم تعلن الحكومة اللبنانية مسؤوليتها عن أي من هذه الهجمات وقد تخلت عن بعضها.
حتى سبتمبر 2009 كان هناك ما يقدر بنحو 30,000 صاروخ في جنوب لبنان بالقرب من حدود إسرائيل وكلها تحت سيطرة حزب الله.

### 17 يونيو 2007
أطلقت صواريخ كاتيوشا من لبنان صوب شمال إسرائيل مما أدى إلى ضرب بلدة كريات شمونة. تسببت الصواريخ في بعض الأضرار ولكن لم تقع إصابات.
وصف رئيس الوزراء الإسرائيلي إيهود أولمرت الحادث بأنه «مثير للقلق». أعرب السفير الروسي لدى لبنان سيرجي بوكين عن قلقه إزاء الحادث وقال أنه انتهاك لقرار الأمم المتحدة 1701.
نفى حزب الله مسؤوليته. أعلنت جماعة إسلامية مسلحة تطلق على نفسها اسم «كتائب بدر الجهادية - فرع لبنان» مسؤوليتها وتعهدت بمواصلة الهجمات قائلة: «لقد وعدنا شعبنا بالجهاد وهنا نضرب الصهاينة مرة أخرى عندما ضربت مجموعة من كتائب بدر الجهادية الصهاينة في الأرض الفلسطينية المحتلة».

### 8 يناير 2009
أطلقت ثلاثة صواريخ كاتيوشا على الأقل من جنوب لبنان إلى منطقة نهاريا في شمال إسرائيل. أصاب أحد الصواريخ مباشرة دار رعاية المسنين. أصيب ما لا يقل عن شخصين بجراح أحدهما يعاني من كسر في الساق بينما أصيب آخرون بالصدمة. قال أحد الشهود أن الطابق الثاني من المنشأة حيث ينام السكان أصيب بأضرار جسيمة وأنقذ العديد من الأرواح لأنهم كانوا في قاعة الطعام في ذلك الوقت. أمرت الشرطة الإسرائيلية سكان المدينة بالبقاء بالقرب من المناطق المحصنة وطلب من سكان منطقة شلومي الإقليمية فتح الملاجئ وتم إلغاء الدراسة في المنطقة. وقع الحادث خلال حرب غزة.
ردت إسرائيل بإطلاق خمس قذائف مدفعية على لبنان وقالت أنها كانت ردا واضحا على مصدر النيران.
رفض المكتب اللبناني لرئيس الوزراء الهجوم على إسرائيل قائلا: «يعتبر رئيس الوزراء السنيورة ما حدث في الجنوب انتهاكا للقرار الدولي 1701 وما لا يقبله ودعا السنيورة إلى التحقيق في الحادث». نفى حزب الله تورطه كما فعلت مصادر من حركة حماس في لبنان. لم ينف مسؤول في الجبهة الشعبية لتحرير فلسطين - القيادة العامة مسؤوليتها عن الهجوم وقال «لا يفاجأ أن نرى المزيد من الصواريخ التي بدأت في شمال إسرائيل أنها رد طبيعي على العدوان الإسرائيلي الوحشي».

### 14 يناير 2009
في ثاني هجوم من هذا القبيل في غضون أسبوع أطلقت صواريخ من لبنان إلى إسرائيل وسقطت بالقرب من بلدة كريات شمونة. لم يبلغ عن وقوع إصابات أو أضرار. فر السكان إلى الملاجئ.
طبقا لصحيفة هآرتس فإن الهجوم قام به حزب الله من خلال وكيله الجبهة الشعبية لتحرير فلسطين - القيادة العامة وهو حليف مقرب من حزب الله.
أعرب الأمين العام للأمم المتحدة بان كي مون عن قلقه إزاء الحادث وحث على ضبط النفس من جميع الأطراف.

### 21 فبراير 2009
أطلق صاروخان من بلدة الناقورة الساحلية اللبنانية على شمال إسرائيل أحدهما ضرب قرية إسرائيلية ذات أغلبية بالعرب المسيحيين. أصيب شخص واحد على الأقل بجراح طفيفة.
ردت إسرائيل بإطلاق ست قذائف مدفعية على منطقة الإطلاق ولم تسفر عن إصابات.
قال رئيس الوزراء اللبناني فؤاد السنيورة أن الصواريخ «هددت الأمن والاستقرار» في المنطقة وانتهكت قرار الأمم المتحدة 1701. كما وصف انتقام إسرائيل «بانتهاك غير مبرر للسيادة اللبنانية».

### 11 سبتمبر 2009
أطلق صاروخان كاتيوشا من لبنان إلى شمال إسرائيل أحدهما بالقرب من نهاريا والآخر بالقرب من كيبوتز جيشر هازيف. لم يبلغ عن وقوع أضرار أو إصابات. قال أحد الشهود أن الصواريخ أثارت الذعر حيث دخل السكان إلى المخابئ وأجلت دراسة الأطفال. قال رئيس الوزراء الإسرائيلي بنيامين نتنياهو أن الهجوم ينتهك قرار مجلس الأمن التابع للأمم المتحدة 1701 وأن إسرائيل ستحمل الحكومة اللبنانية المسؤولية عنها.
ردت إسرائيل بإطلاق نحو 12 قذيفة مدفعية على منطقة الإطلاق بالقرب من قليلة. لم يبلغ عن أي ضرر أو إصابة.
أدانت الأمم المتحدة الهجوم على إسرائيل وحثت كلا الجانبين على «ممارسة أقصى قدر من ضبط النفس».
ذكر المعلقون اللبنانيون أن الهجوم على إسرائيل مرتبط بالأزمة السياسية في البلاد التي تفاقمت بسبب عجز سعد الحريري عن تشكيل حكومة. ألقى المتحدث باسم قوة الأمم المتحدة المؤقتة في لبنان ميلوس ستروغار باللائمة على المتطرفين من مخيمات اللاجئين الفلسطينيين في جنوب لبنان بسبب الهجوم.
حذرت قوة الأمم المتحدة المؤقتة في لبنان من هجوم محتمل قبل 10 أيام من وقوعه وأبلغت هيئة الأمم المتحدة والجيش اللبناني قبل يومين من الهجوم.

### 27 أكتوبر 2009
أطلق صاروخ كاتيوشا من بلدة حولا اللبنانية إلى شمال إسرائيل مما أدى إلى ضرب منطقة مفتوحة شرق كريات شمونة. أدى الصاروخ إلى نشوب حريق ولكن لم يبلغ عن وقوع أضرار جسيمة أو إصابات. قالت متحدثة باسم الجيش الإسرائيلي أن إسرائيل تعالج إطلاق النار «بجدية بالغة» وأنها تحمل الحكومة اللبنانية المسؤولية.
ردت إسرائيل بقصف مدفعي على لبنان ولم تسفر عن إصابات وقدمت شكوى إلى الأمم المتحدة.
أعلنت كتائب عبد الله عزام كتائب زياد جراح وهي جماعة مرتبطة بتنظيم القاعدة مسؤوليتها. في بيان ربطت الجماعة الهجوم على أعمال شغب جبل الهيكل عام 2009: «لقد تجرأ اليهود المحتلون على مهاجمة فناء المسجد الأقصى مرارا وتكرارا... ردا على هذا العدوان قامت كتيبة من كتائب زياد جراح» بإطلاق الكاتيوشا. ومع ذلك قال الرئيس اللبناني ميشال سليمان أن «عميلا إسرائيليا» كان مسؤولا عن الهجوم.
أدانت الولايات المتحدة الهجوم وأشارت إلى حزب الله عندما أكدت على ضرورة نزع سلاح جميع الجماعات اللبنانية.
أطلقت قوة الأمم المتحدة المؤقتة في لبنان تحقيقا في الحادث. في اليوم التالي عثر الجيش اللبناني على أربعة صواريخ أخرى وعلى استعداد لإطلاقها وفي الحديقة وعلى شرفة منزل يملكه عمدة حولا.
في وقت لاحق اعتقل الجيش اللبناني فادي إبراهيم من عين الحلوة قرب صيدا لإطلاق الصواريخ. قيل أن إبراهيم هو عضو في حركة فتح الإسلامية المرتبطة بتنظيم القاعدة. وفقا لصحيفة السفير اللبنانية كان إبراهيم وأتباعه مسؤولين عن الصواريخ التي تم اكتشافها لاحقا.

### 29 نوفمبر 2011
بعد منتصف الليل بقليل أطلقت أربع قذائف من عيار 122 ملم بإتجاه إسرائيل من منطقة بين عيتا الشعب ورميش في جنوب لبنان. سقط صاروخان بالقرب من بلدتي بيرانيت ونيتوا في الجليل الغربي على بعد 700 متر من الحدود اللبنانية. لم يبلغ عن وقوع إصابات أو أضرار. أصيب صاروخان إضافيان بأضرار جسيمة بحوض الدجاج وأدى إلى إصابة خزان غاز البروبان بالهبوط. ردت قوات الدفاع الإسرائيلية بنيران المدفعية في موقع الإطلاق ولم تسفر عن سقوط ضحايا.
ذكرت الأنباء أن كتائب عبد الله عزام وهى جماعة تابعة للقاعدة أعلنت مسئوليتها عن الهجوم على إسرائيل. كتب جزء من بيان نسب إلى المجموعة: «صباح يوم الثلاثاء الموافق 29/11/2011 قصفت وحدة من كتائب عبد الله عزام المستوطنات الصهيونية في شمال فلسطين من جنوب لبنان وأصابت الصواريخ أهدافها والنصر هو من الله فقط». نفت الجماعة ذلك في وقت لاحق وضمنت أن المسؤولية تقع على سوريا وحزب الله. نفى حزب الله عن نفسه أي صلة بالهجوم.
أدان الأمين العام للأمم المتحدة بان كي مون الهجوم ودعا إلى «أقصى درجات ضبط النفس» من الأطراف المعنية. كما أدانت وزارة الخارجية الأمريكية الهجوم ووصفته بأنه «عمل استفزازي» يقوض استقرار لبنان وينتهك القرار 1701.

### 11 ديسمبر 2011
أصيب صاروخ أطلق على إسرائيل من قرية مجدل سليم بجنوب لبنان وأصاب منزلا في حولا في لبنان مما أدى إلى إصابة سيدة لبنانية.

### 21 نوفمبر 2012
سقط صاروخان من لبنان في إسرائيل داخل لبنان وفقا لمسؤولين في بيروت.
في اليوم السابق عثرت دورية للجيش اللبناني على صاروخين غراد عيار 107 ملم جاهزين لإطلاق قذائف غراد بين قريتي هالتا وماري على بعد حوالي ميلين من الحدود الإسرائيلية. قامت القوات بنزع فتيل الصواريخ. مسؤول الجيش الإسرائيلي العميد يواف موردخاي أن الفصائل الفلسطينية في لبنان ربما تكون وراء المؤامرة.
في 22 نوفمبر قام الجيش اللبناني بنزع سلاح صاروخ إضافي يستهدف إسرائيل في مرجعيون على بعد حوالي 10 كيلومترات من الحدود.

### 26 مايو 2013
أطلق صاروخ من جنوب لبنان باتجاه إسرائيل ولكن لم يتضح أين سقط الصاروخ ولم ترد تقارير فورية عن وقوع أضرار داخل إسرائيل.

### 22 أغسطس 2013
كانت أربع صواريخ كاتيوشا أطلقت من جنوب لبنان استهدفت شمال إسرائيل مما أدى إلى إطلاق صفارات الإنذار في عكا ونهاريا ومناطق أخرى في الجليل الغربي ولم يسفر ذلك عن سقوط ضحايا. اعترض نظام الدفاع القبة الحديدية أحد الصواريخ. أعلنت كتائب عبد الله عزام مسؤوليتها عن الهجوم. أدانت الولايات المتحدة إطلاق الصواريخ ووصفته بانتهاك قرار مجلس الأمن 1701. ردت إسرائيل بتنفيذ غارة جوية على هدف بالقرب من بيروت.

### 11 يوليو 2014
أطلقت ثلاثة صواريخ باتجاه إسرائيل. رد الجيش الإسرائيلي بإطلاق نحو 25 قذيفة مدفعية على المنطقة.

### 14 يوليو 2014
سقط صاروخان من طراز كاتيوشا من لبنان ضد مدينة نهاريا شمال إسرائيل في أراض مفتوحة. لم يبلغ عن وقوع إصابات أو أضرار. ردت المدفعية الإسرائيلية من خلال استهداف موقع الإطلاق في لبنان.

### 24 أغسطس 2014
أصاب صاروخ أطلق من لبنان مبنى في منطقة مفتوحة في الجليل الأعلى. أصيب طفلان بجروح طفيفة بشظايا وأصيب أربعة أشخاص بصدمة نتيجة الهجوم.

### 25 أغسطس 2014
أطلق مسلحون لبنانيون صاروخين على إسرائيل مما دفع صفارات الإنذار على الدوي في بلدات على طول الحدود بما في ذلك كريات شمونة وميتولا. رد الجيش الإسرائيلي بقصف مدفعي.

### 20 ديسمبر 2015
أطلقت ثلاثة صواريخ على شمال غرب إسرائيل. دوت صفارات الإنذار في منطقة نهاريا وشلومي. لم يبلغ عن وقوع إصابات. رد الجيش الإسرائيلي بقصف مدفعي. جاء الهجوم بعد نصف يوم من مقتل سمير القنطار في سوريا على يد القوات الجوية الإسرائيلية.